# Erbeinung
Als Erbeinung (auch Erbeinigung, Erbvertrag oder Erbverbrüderung, lat. pactum confraternitatis) werden Vereinbarungen zwischen Hochadeligen oder Fürsten bezeichnet, bei der die jeweilige Vertragspartei die andere und ihre Nachkommenschaft als Erben einsetzt, sollte die eigene Familie vor der anderen aussterben. Das so erworbene Eventualrecht wird auch als Anwartschaft bezeichnet. Häufig wurden Erbeinungen im Zusammenhang mit dynastischen Hochzeiten geschlossen.
Mit dem Abschluss eines Erbvertrags vergrößerten sich die Chancen eines Fürstenhauses, sein Territorium ohne eigene Aufwendungen zu vergrößern. Gleichzeitig wurde so verhindert, dass ein Fürstentum nach dem Aussterben seiner Dynastie als heimgefallenes Lehen an den König oder Kaiser zurückfiel, der es dann nach eigenem Gutdünken neu vergeben konnte.
Gängige Praxis wurden Erbeinungen im hohen Mittelalter, als der Lehenscharakter der sich herausbildenden Fürstentümer schon weitgehend zurückgedrängt war und die Fürsten ihre Territorien ziemlich uneingeschränkt an ihre Nachkommen vererben konnten.
Wie dynastische Hochzeiten dienten Erbeinungen dazu, die beiden Vertragspartner politisch aneinander zu binden. Letztlich war eine Erbeinung fast immer eine Art Wette auf die Zukunft, konnte man doch immer nur darauf hoffen, dass die Familie des Vertragspartners eher aussterben würde als die eigene. Nicht selten standen der durch eine Erbeinung erworbenen Anwartschaft andere Erbrechte gegenüber, was dann bei Eintreten des Erbfalls oft zu Erbfolgekriegen führte.
Da die durch die Erbeinung veränderte Erbfolge das Schicksal der betroffenen Territorien einschneidend verändern konnte, versuchten die Landstände, auf derartige Vertragsschlüsse Einfluss zu nehmen. Dadurch bekamen die eigentlich privatrechtlichen Erbverträge häufig den Charakter von Staatsverträgen.
Im weiteren Sinn wurde mit Erbeinung auch ein Vertrag bezeichnet, der nicht nur die den Vertrag schließenden Personen, sondern auch ihre Nachfolger und Erben binden sollte. Vgl. dazu Einung und Erbeinung (Schweiz)

## Bekannte Erbverbrüderungen und Erbverträge
- 1373: Erbverbrüderung zwischen Landgraf Heinrich II. von Hessen  und Friedrich III. dem Strengen, Landgraf von Thüringen und Markgraf von Meißen, nach dem Sternerkrieg, 1431 erneuert. 1457 durch Beitritt Brandenburgs erweitert;[1] 1520, 1587 und 1614 erneuert.[2][3]
- 1496: Erbverbrüderung der Herzöge von Jülich und Berg mit den Herzögen von Kleve in der Klever Union; aufgrund dessen erbte Johann III. von Kleve 1511 nach dem Tod Wilhelms von Jülich und Berg dessen Länder.
- 1554: Wilhelm IV. Graf von Henneberg-Schleusingen schloss in Anbetracht der Kinderlosigkeit seiner Söhne eine umfassende Erbeinung mit den ernestinischen Wettinern. Der Erbfall trat 1582 ein.